# قنیش-قیه
قنیش-قیه (به لاتین: Kanysh-Kyya) یک منطقهٔ مسکونی در قرقیزستان است که در شهرستان چاتکال واقع شده‌است. قنیش-قیه ۳٬۸۳۴ نفر جمعیت دارد و ۱٬۸۵۹ متر بالاتر از سطح دریا واقع شده‌است.